# Пјалпета (Торино)
Пјалпета је насеље у Италији у округу Торино, региону Пијемонт.
Према процени из 2011. у насељу је живело 42 становника. Насеље се налази на надморској висини од 1087 м.